# Cadmiumtetrafluoroborat
Cadmiumtetrafluoroborat ist eine anorganische chemische Verbindung des Bors aus der Gruppe der Tetrafluoroborate. Es ist kommerziell als 50%ige Lösung erhältlich.

## Gewinnung und Darstellung
Cadmiumtetrafluoroborat kann durch Reaktion von Tetrafluoroborsäure mit Cadmium, Cadmiumcarbonat oder Cadmiumoxid gewonnen werden.
{\displaystyle \mathrm {CdO+2\ H[BF_{4}]\rightarrow Cd[BF_{4}]_{2}+H_{2}O} }
{\displaystyle \mathrm {CdCO_{3}+2\ H[BF_{4}]\rightarrow Cd[BF_{4}]_{2}+CO_{2}\uparrow } }

## Eigenschaften
Cadmiumtetrafluoroborat kristallisiert im orthorhombischen Kristallsystem in der Raumgruppe Pbca (Raumgruppen-Nr. 61) mit den Gitterparametern a=9,1271, b=8,746 und c=13,225 Å und acht Formeleinheiten in der Elementarzelle. Cd[BF4]2 bildet Hydrate mit 2, 3 oder 6 Wassermolekülen. Alle Hydrate sind feste Salze.

## Verwendung
Cadmiumtetrafluoroborat wird zur Herstellung von galvanischen Bädern für hochfeste Stähle verwendet, wo normale Cyanidbäder zu Problemen mit der Wasserstoffversprödung führen.